# Apocryptus biserratus
Apocryptus biserratus là một loài tò vò trong họ Ichneumonidae.